# La befana del ragno
La befana del ragno (Midnight in a Toy Shop) è un film del 1930 diretto da Wilfred Jackson. È un cortometraggio animato della serie Sinfonie allegre.

## Trama
Infuria la bufera e un ragno infreddolito cerca rifugio in un negozio di giocattoli. A mezzanotte i giocattoli cominciano ad animarsi magicamente e a interagire con il nuovo ospite divertito al ritmo di una musica giocosa.

## Distribuzione
Il cortometraggio è uscito nelle sale cinematografiche statunitensi il 3 luglio 1930.